# Wiebke Putz-Osterloh
Wiebke Putz-Osterloh (* 9. Juni 1946 in Holle) ist eine deutsche Psychologin. Sie lehrte bis zu ihrem Ruhestand im Jahr 2011 an der Universität Bayreuth, wo sie den Lehrstuhl für Psychologie innehatte. Sie war Vizepräsidentin der Universität Bayreuth. 2011 gehörte sie der Kommission für Selbstkontrolle in der Wissenschaft an, welche die Plagiatsvorwürfe gegen Karl-Theodor zu Guttenberg prüfte.

## Schriften (Auswahl)
- Putz-Osterloh W., & Preußler W. (1998): Effekte der Gruppenstruktur, des Vorwissens und der sozialen Kompetenz. In E. Ardelt-Gattinger, U. Lechner, & W. Schlögl (Eds.), Gruppendynamik (pp. 71 - 82). Göttingen: Verlag für Angewandte Psychologie.
- Laue, C. & Putz-Osterloh, W. (2002): Computergestütztes Lernen in Mathematik bei Grundschülern. In: B. Spinath & E. Heise (Hrsg.), Pädagogische Psychologie unter gewandelten gesellschaftlichen Bedingungen. Dokumentation des 5. Dortmunder Symposions für Pädagogische Psychologie (pp 129-143). Hamburg: Verlag Dr. Kovac.
- Schoppek, W. & Putz-Osterloh, W. (2003): Individuelle Unterschiede und die Bearbeitung komplexer Probleme. In: Zeitschrift für Differentielle und Diagnostische Psychologie, 24, 163-173.
- Schoppek, W. & Putz-Osterloh, W. (2004): Informationsverhalten. In A. v. Werder (Ed.), Handwörterbuch der Organisation (pp. 490-497). Stuttgart: Poeschel.
- Putz-Osterloh, W. & Schoppek, W. (2005). Studieninteressen und -motive von Studierenden des Lehramtes. Vortrag auf der 10. Fachtagung für Pädagogische Psychologie in Halle.